# Crown Prosecution Service
Crown Prosecution Service (Koronna Służba Prokuratorska, CPS) - instytucja państwowa działająca w Anglii i Walii, pełniąca rolę oskarżyciela publicznego w sprawach karnych. Jest odpowiednikiem polskiej prokuratury, choć działa na nieco innych zasadach i ma odmienny zakres obowiązków.
CPS wypełnia wyłącznie zadania o charakterze prawnym, np. przygotowywanie aktów oskarżenia. Nie prowadzi natomiast działań śledczych - jest to wyłączna domena policji, choć prokuratorzy CPS mają obowiązek wspierać policjantów w zakresie takich czynności jak określanie kwalifikacji prawnej czynu czy przygotowywanie na podstawie wyników śledztwa gotowego materiału dowodowego do wykorzystania przed sądem. Ponadto prokuratorzy CPS występują bezpośrednio tylko przed sądami magistrackimi. W sądach wyższego szczebla (tzw. koronnych) czynią to za nich wynajmowani przez CPS niezależni prawnicy z tytułem barrister, którym prokuratorzy udzielają na bieżąco instrukcji.
Na czele CPS stoi Dyrektor Oskarżeń Publicznych, podlegający bezpośrednio mianowanemu przez premiera (ale nie wchodzącemu w skład Gabinetu) Prokuratorowi Generalnemu Anglii i Walii.